# Dischisma crassum
Dischisma crassum är en flenörtsväxtart som beskrevs av Robert Allen Rolfe. Dischisma crassum ingår i släktet Dischisma och familjen flenörtsväxter. Inga underarter finns listade i Catalogue of Life.